# Corporación de las Fuerzas Armadas para el Desarrollo Nacional
La Corporación de las Fuerzas Armadas para el Desarrollo Nacional "COFADENA" fue creada como Empresa Pública Descentralizada, con personería jurídica, autonomía administrativa, técnica y patrimonio propio e independiente mediante Decreto Supremo Nº10576 del 10 de noviembre de 1972.
Las directrices para su creación se diseñaron con el fin de que participe activamente en el proceso económico del país ejecutando proyectos de carácter estratégico en los sectores industrial, agropecuario, minero, energético, de infraestructura y otros, ajustando las metas de los mismos a los planes nacionales de desarrollo económico y social. El 21 de mayo de 1981 de acuerdo a Ley 18335 se aprueba el Estatuto de COFADENA y se ratifica el reconocimiento de su personería jurídica dispuesta en la Resolución Suprema N° 170444 de fecha 4 de septiembre de 1973. Desde 1986 se sustenta con recursos propios generados por sus empresas y unidades productivas y no depende del Tesoro General de la Nación (TGN) En el marco de lo establecido en el Decreto Supremo Nº29756 de 21 de mayo de 2008, se emite el Decreto Supremo Nº0174 del 17 de junio de 2009, que califica a la Corporación de las Fuerzas Armadas para el Desarrollo Nacional “COFADENA” como empresa Pública Nacional Estratégica (EPNE).
Bajo su jurisdicción, funcionan:
- La Empresa Nacional Automotriz; ENAUTO
- La Fábrica Boliviana de Munición; FBM
- Maxam Faxam-Fanexa;
- La Unidad de Explotación de Hídricos; UERH
- La Unidad Ganadera de Campo 23 de Marzo; UGC23M
- La Unidad de Producción Agrícola Bermejo. UPAB
- La [Unidad Ejecución de Proyectos de Infraestructura e Ingeniería] UEPII
- Unidad Productiva Minera: UPM
- COFADENA MAQUINARIA
- COFADENA HORMIGON